# Championnat de France de rugby à XIII 1976-1977
Navigation
Édition précédente Édition suivante
Le Championnat de France de rugby à XIII 1976-1977 est la trente-neuvième édition du Championnat de France de rugby à XIII. Le premier niveau du rugby à XIII français oppose cette saison vingt-quatre cubs entre septembre 1976 et mai 1977. Cette édition voit la victoire du R.C. Albigeois qui bat en finale l'A.S. Carcassonne au Stadium municipal d'Albi. Il s'agit du cinquième titre de l'histoire du club après ceux de 1938, 1956, 1958 et 1962.

## Liste des équipes en compétition
| Albi Avignon Carcassonne Lézignan Limoux Marseille XIII Catalan Saint-Estève Tonneins Toulouse Villefranche Villeneuve |

Douze équipes participent au championnat de France de première division à la suite des arrivées d'Avignon, Limoux, Tonneins et Villefranche-de-Rouergue, et des retraits de Bordeaux-Facture, Pamiers et Pia et Saint-Gaudens.

## Déroulement de la compétition

### Groupe A
| Classement | Club               | Points | Matchs |
| 1er        | XIII Catalan       | 58     | 22     |
| 2e         | Avignon            | 53     | 22     |
| 3e         | Carcassonne        | 48     | 22     |
| 4e         | Villeneuve-sur-Lot | 48     | 22     |
| 5e         | Albi               | 47     | 22     |
| 6e         | Saint-Estève       | 46     | 22     |
| 7e         | Toulouse           | 45     | 22     |
| 8e         | Lézignan           | 43     | 22     |
| 9e         | Limoux             | 41     | 22     |
| 10e        | Marseille          | 40     | 22     |
| 11e        | Tonneins           | 32     | 22     |
| 12e        | Villefranche       | 23     | 22     |

|  | Qualifié pour les quarts-de-finale                     |
|  | Affronte les barrages pour l'accès en quarts de finale |

Tonneins et Villefranche descendent en groupe B.

### Groupe B
| Classement | Club              | Points | Matchs |
| 1er        | Pamiers           | 60     | 22     |
| 2e         | Pia               | 56     | 22     |
| 3e         | Bordeaux          | 50     | 22     |
| 4e         | Roanne            | 50     | 22     |
| 5e         | Saint-Gaudens     | 50     | 22     |
| 6e         | Saint-Jacques     | 43     | 22     |
| -          | Cavaillon         | 43     | 22     |
| 8e         | Carpentras        | 42     | 22     |
| 9e         | Salon-de-Provence | 40     | 22     |
| 10e        | Cahors            | 34     | 22     |
| 11e        | Paris             | 28     | 22     |
| 12e        | Montpellier       | 21     | 22     |

|  | Qualifié pour les quarts-de-finale de Poule A et montée en groupe A |
|  | Qualifié pour les quarts-de-finale de Poule A                       |

## Barrages  pour les quarts de finale
| 10 avril 1977 | Toulouse | 8 - 7 | Pia | Mazamet |
| 10 avril 1977 |          |       |     | Mazamet |
| 10 avril 1977 |          |       |     | Mazamet |

| 10 avril 1977 | Lézignan | 11 - 6 | Pamiers | Carcassonne |
| 10 avril 1977 |          |        |         | Carcassonne |
| 10 avril 1977 |          |        |         | Carcassonne |

| 10 avril 1977 | Saint-Estève | 14 - 10 | Bordeaux | Villeneuve-sur-Lot |
| 10 avril 1977 |              |         |          | Villeneuve-sur-Lot |
| 10 avril 1977 |              |         |          | Villeneuve-sur-Lot |

| 10 avril 1977 | Albi | 14 - 10 | Roanne | Montpellier |
| 10 avril 1977 |      |         |        | Montpellier |
| 10 avril 1977 |      |         |        | Montpellier |

Bien que Lézignan ait remporté son barrage, il est décidé d'annuler le résultat et de qualifier Pamiers.

## Phase finale
|  | Quarts de finale             | Quarts de finale          |             |    | Demi-finales                | Demi-finales                |  |  | Finale                | Finale                |
|  | Quarts de finale             | Quarts de finale          |             |    | Demi-finales                | Demi-finales                |  |  | Finale                | Finale                |
|  |                              |                           |             |    |                             |                             |  |  |                       |                       |
|  | le 23 avril 1978 à Cahors    | le 23 avril 1978 à Cahors |             |    | le 7 mai 1977 à Carcassonne | le 7 mai 1977 à Carcassonne |  |  | Le 22 mai 1977 à Albi | Le 22 mai 1977 à Albi |
|  | le 23 avril 1978 à Cahors    | le 23 avril 1978 à Cahors |             |    | le 7 mai 1977 à Carcassonne | le 7 mai 1977 à Carcassonne |  |  | Le 22 mai 1977 à Albi | Le 22 mai 1977 à Albi |
|  | Albi                         | 8                         |             |    | le 7 mai 1977 à Carcassonne | le 7 mai 1977 à Carcassonne |  |  | Le 22 mai 1977 à Albi | Le 22 mai 1977 à Albi |
|  | Albi                         | 8                         |             |    | le 7 mai 1977 à Carcassonne | le 7 mai 1977 à Carcassonne |  |  | Le 22 mai 1977 à Albi | Le 22 mai 1977 à Albi |
|  | Villeneuve-sur-Lot           | 4                         |             |    | le 7 mai 1977 à Carcassonne | le 7 mai 1977 à Carcassonne |  |  | Le 22 mai 1977 à Albi | Le 22 mai 1977 à Albi |
|  | Villeneuve-sur-Lot           | 4                         | Albi        | 11 |                             |                             |  |  | Le 22 mai 1977 à Albi | Le 22 mai 1977 à Albi |
|  | le 24 avril 1977 à Narbonne  |                           | Albi        | 11 |                             |                             |  |  | Le 22 mai 1977 à Albi | Le 22 mai 1977 à Albi |
|  |                              | XIII Catalan              | 9           |    |                             |                             |  |  | Le 22 mai 1977 à Albi | Le 22 mai 1977 à Albi |
|  | XIII Catalan                 | XIII Catalan              | 9           | 31 |                             |                             |  |  | Le 22 mai 1977 à Albi | Le 22 mai 1977 à Albi |
|  | XIII Catalan                 |                           |             | 31 |                             |                             |  |  | Le 22 mai 1977 à Albi | Le 22 mai 1977 à Albi |
|  | Pamiers                      | 12                        |             |    |                             |                             |  |  | Le 22 mai 1977 à Albi | Le 22 mai 1977 à Albi |
|  | Pamiers                      | 12                        | Albi        | 19 |                             |                             |  |  |                       |                       |
|  | le 24 avril 1977 à Limoux    |                           | Albi        | 19 |                             |                             |  |  |                       |                       |
|  |                              | Carcassonne               | 10          |    |                             |                             |  |  |                       |                       |
|  | Carcassonne                  | Carcassonne               | 10          | 30 |                             |                             |  |  |                       |                       |
|  | Carcassonne                  | le 8 mai 1977 à Perpignan |             | 30 |                             |                             |  |  |                       |                       |
|  | Saint-Estève                 | 10                        |             |    |                             |                             |  |  |                       |                       |
|  | Saint-Estève                 | 10                        | Carcassonne | 13 |                             |                             |  |  |                       |                       |
|  | le 24 avril 1977 à Perpignan |                           | Carcassonne | 13 |                             |                             |  |  |                       |                       |
|  |                              | Avignon                   | 2           |    |                             |                             |  |  |                       |                       |
|  | Avignon                      | Avignon                   | 2           | 12 |                             |                             |  |  |                       |                       |
|  | Avignon                      |                           |             | 12 |                             |                             |  |  |                       |                       |
|  | Toulouse                     | 0                         |             |    |                             |                             |  |  |                       |                       |
|  | Toulouse                     | 0                         |             |    |                             |                             |  |  |                       |                       |

### Finale
(mt : 10 - 2)
Homme du match :
Points marqués :
- Albi: 3 essais de B. Fagès (17e), Moussard (25e) et Durand (48e) ; 3 transformations de Gorse (17e, 25e et 48e) ; 1 pénalité de Gorse (44e), 2 drops de J-L Castel (57e)  et Gorse (57e).
- Carcassonne: 2 essais de B. Guilhem (60e) et Moya (64e) ; 1 transformation de B. Guilhem (60e) ; 1 pénalité de B. Guilhem (20e).

Évolution du score : 
Arbitre : André Lacaze (Bordeaux)
Spectateurs : 18 325
Composition des équipes :
- Albi: Jacques Roux - Jean-Marc Tuoni, Christian Laskawiec, Gabriel Laskawiec (puis Gérard Puech), Jean-Pierre Durand - Christian Puech, Jean-Louis Castel - Noël Vergara, Marc Cambon, Michel Moussard (c), Bernard Fages, Serge Crozes, Roland Gorse - Entraîneur : Abel Castel
- Carcassonne: Alain Séguy - José Moya, Bernard Guilhem, Didier Bernard, Patrick Chauvet - Guy Alard, Raymond Toujas - Jean-Pierre Vignères, Guy Garcia, Jean-Paul Arago, (puis Roger Brian), Jean Delpoux, Manuel Caravaca, Charles Rosado (c) - Entraîneur : Henri Vaslin

## Effectifs des équipes présentes
| Albi               | Yves Alvernhe Marc Cambon Jean-Louis Castel Serge Crozes Jean-Pierre Durand Bernard Fages Daniel Fédou Giraud Roland Gorse Christian Laskawiec Gabriel Laskawiec Michel Moussard Olivera Christian Puech Gérard Puech Bernard Rouland Jacques Roux Jean-Marc Tuoni Noël Vergara Entraîneur : Abel Castel                                                   | Carcassonne   | Guy Alard (o) Jean-Paul Arago Christian Baile Didier Bernard Roger Brian Manuel Caravaca Delphin Castanon Patrick Chauvet Jean-Claude Couloumina Jean Delpoux Guy Garcia Bernard Guilhem André Malacamp José Moya Charles Rosado (c) Alain Séguy Raymond Toujas (m) Jean-Pierre Vignères                                       |
| XIII Catalan       | Henri Berneau Jean-Louis Brial Gérard Borreil Jean-Marc Bourret Jean-José Camps Paul Charcos Jean-Jacques Cologni Georges Conte Henri Daniel Bernard Dejean (o) Jean-François Fresquet Ivan Grésèque (m) Alain Guéry Jacques Moliner Patrick Nauroy André Ruiz Pierre Saboureau Jean-Pierre Sauret Jean-Pierre Siré Pierre Zamora Entraîneur : Francis Mas | Avignon       | Jean Béraudo Hervé Bonet Max Bonet Marc Casado Christian Cervero Alain Clément Pierre Curtat André Ferren Jacques Garzino Jean-Marie Géli Gérardi Serge Gleyzes Jacques Guigue Jackie Imbert Jean-Marie Imbert Philippe Lécina Jean-René Ledru Maurice Lombardi Bernard Rouqueirol Didier Savonne Jean-Pierre Venissac Vernado |
| Villeneuve-sur-Lot | Daniel Badet Balzac Carasco Carrié Castelli Max Chantal Serge Cuyas Philippe Dachary Patrice Duluc Fort Didier Hermet Guy Laffargue Michel Mazaré Patrick Pedrazzani Hellen Plantion Joël Roosebrouck Martial Vrech | Toulouse      | Didier Averseng Orféo Balsarin Claude Bedel Christian Buerba A. Cassin Michel Cassin Demangel Jean-Éric Ducuing Henri Justal Magnaud Maurice de Matos Jean-Claude Mayorgas Didier Paludetto Pintos Francis Pitous Pujol Claude Rodriguez Guy Rodriguez Riva Charles Zalduendo                                                  |
| Pamiers            | Adolphe Alésina Robert Barthe Carrias Jacques Carrion Pierre Gomez J. Gonzalès Pierre Gonzalès Hubert Jalibert | Saint-Estève  | Georges Blanc Hervé Bonet Jean-Marie Bosc Pierre Botella José Calle Pierre Debeaux Lazarro Marcel Pillon Ribière René Terrats Robert Verges Jean-Jacques Vila |
| Roanne             | Barratte Gérard Bastianelli Jean-Pierre Béranger Gaubert Goubeaux Michel Laffargue | Lézignan      | André Abadie Richard Alonso Victor Buttignol Robert Clottes Jean-Baptiste Djébli André Dumas Mathieu Géa Richard Gélis Michel Maïque Roger Molina Sasco Alain Serrano Solé Marc Subias Éric Waligunda Entraîneur : Roger Laguens                                                                                               |
| Bordeaux           | Jean Châtelet Philippe Clergeau Bernard Curt Francis Duthil Gledel Jean-Pierre Lacoste Laroche Gérard Lépine Gérard Lô Jacques Sarramona Henri Vauna | Pia           | Philippe Ambert René Banet Jean-Marc Brial Durand Gérard Lavaux Odin |
| Limoux             | Michel Balue Raphaël Bueno André Canet Clercy Jean-Marc Gonzales Hervé Guiraud Roger Mateu Luc Mendez Francis de Nadaï Jean-Pierre Olivier Jean-Louis Solier Daniel Tedo | Marseille     | Jean-Pierre Abrile Anbeau Aimé Barcelli Guy Bucchi Jean Chaubaud Daniel Deltour Christian Duffaut Alain Frattini Roger Gardon Laurent Gomez Granorel Alain Lafont Sentini |
| Tonneins           | Barhan Bruneau Dauba Jean-Bernard Ghirard Halmshav Christian Jammet Christian Lacube Lane Bernard Paradelle Jean-Pierre Trémouille | Villefranche  | Arvenyat Bouzy Cayssials Garcia Gras Jaly Jean-Paul Marre Pons Ragut Suzilo |
| Saint-Gaudens      | Michel Boreau Henri Estaque Girard Serge Marsolan Francis Pierre Patrick Rives Victor Serrano Jean Soubié Charles Thénégal René Zaccariotto | Saint-Jacques | Aribaud Burgos Flamec Graves Lopez Serge Loubet G. N'Diaye |
| Cavaillon          | Bonnet Chastang Jean-Pierre di Nola Bernard Echampe Furiani Bernard Gayé Pujol Requenna Guy Vigouroux | Carpentras    | Albert Bernard Desserre Marshall Panza Vaux |
| Salon-de-Provence  | Astier Buelli Canal Cozzolino Gotti Rodriguez | Cahors        | Balty Fouque Galtié Marot Sirey |
| Paris              | Bazy Demestre Fedou Gontant Laurarenco Tastet Taudou Winieski Entraîneur : Carrère | Montpellier   | Grelet Guarinello Herrero |